# Cangandala nationalpark

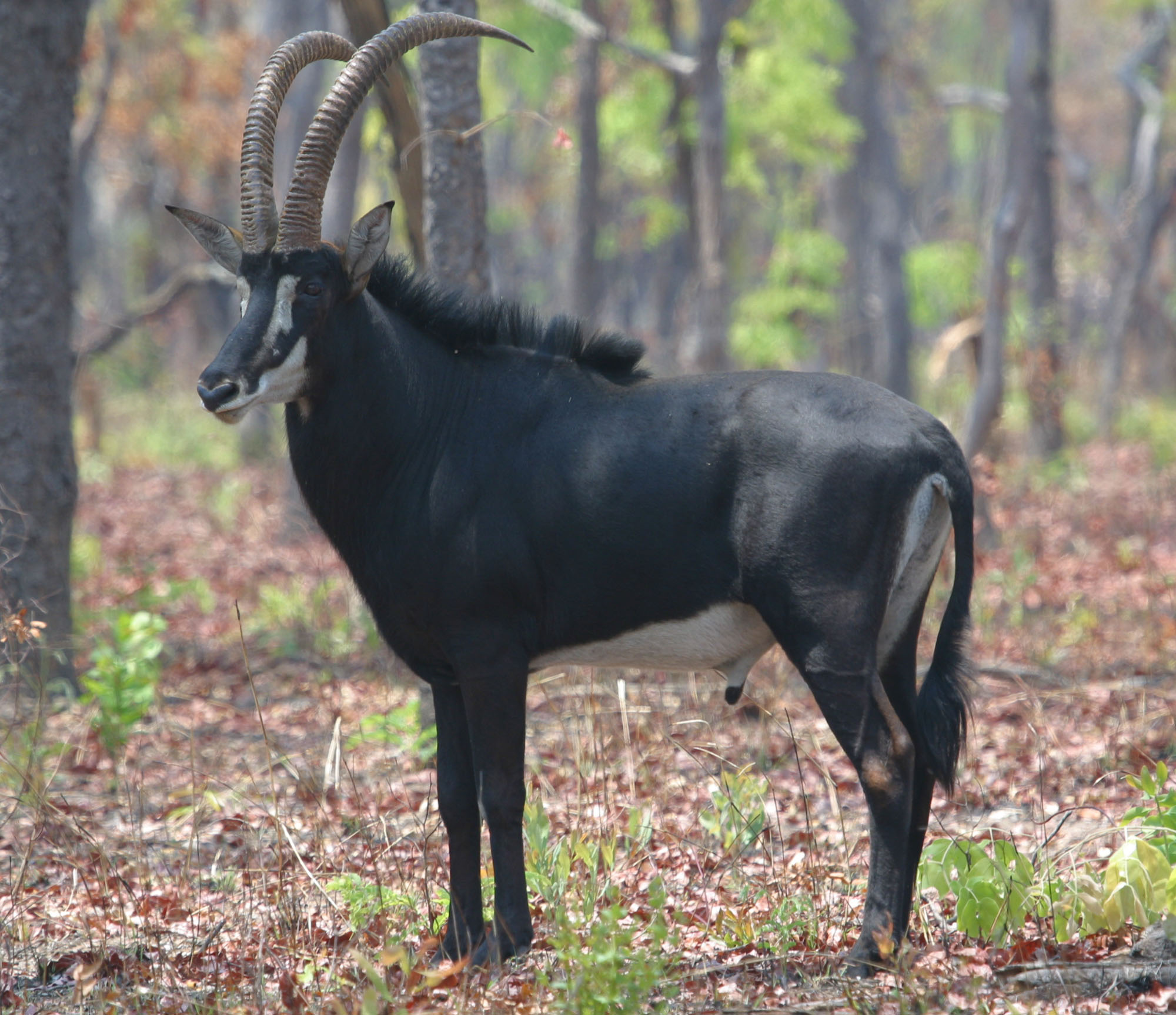
Sabelantilop

Cangandala nationalpark är en nationalpark i Angola.   Den ligger i provinsen Malanje, i den centrala delen av landet, 400 kilometer öster om huvudstaden Luanda. Cangandala nationalpark ligger 1 133 meter över havet.
Parken täcker en yta av cirka 60 000 hektar. I de öppna skogarna förekommer främst träd av släktena Brachystegia och Julbernardia. Längs floder och mindre vattendrag sträcker sig galleriskogar. Utanför skogarna växer glest fördelade träd av släktena Uapaca, Piliostigma, Annona, Entadopsis och Erythrina. Dessutom finns gräsmarker och träskmarker med växten Cyperus papyrus. Ungefär 170 olika fågelarter registrerades i parken. Här lever även en påfallande stor underart av sabelantilopen, Hippotragus niger variani.
Området blev 1963 ett naturskyddsområde efter att populationen med sabelantiloper blev upptäckt och 1970 fick regionen status som nationalpark. Fram till 2008 var parken 15 år stängd för allmänheten för att ge landskapet ännu mer skydd.
Terrängen i Cangandala nationalpark är platt. Runt Cangandala nationalpark är det glesbefolkat, med 15 invånare per kvadratkilometer..
I Cangandala nationalpark växer huvudsakligen savannskog.